# Железнодорожный транспорт Венесуэлы
Железнодорожный транспорт Венесуэлы — один из видов грузового и пассажирского транспорта Венесуэлы.

## История

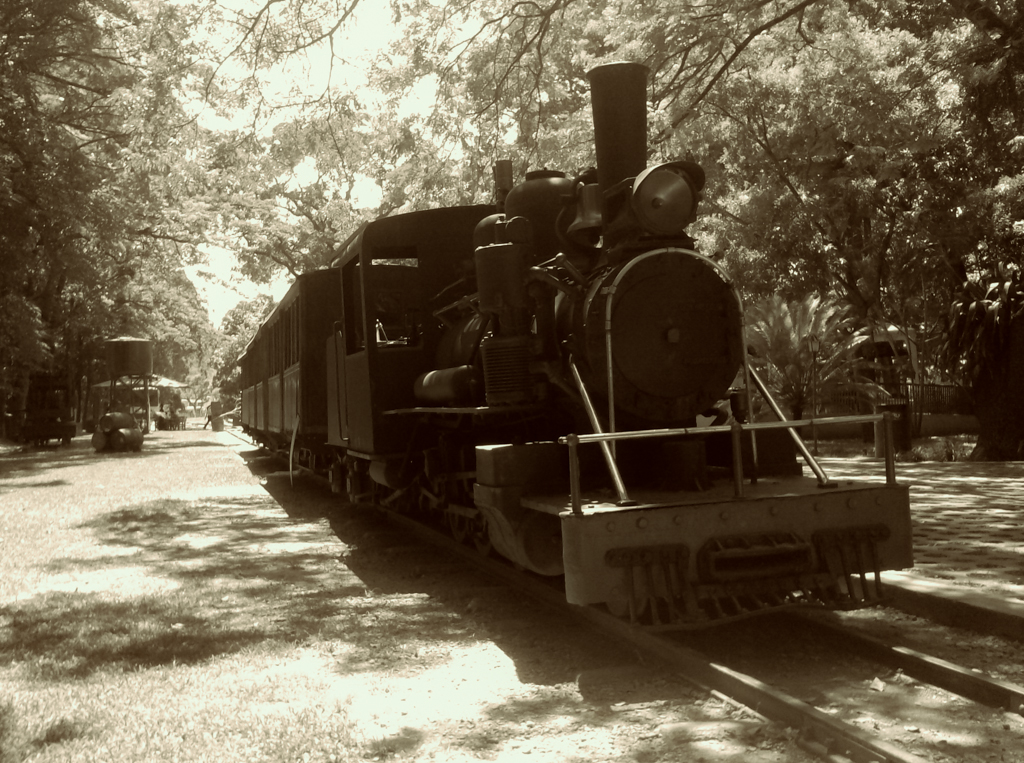
пассажирский поезд (Венесуэла, 1893 год)

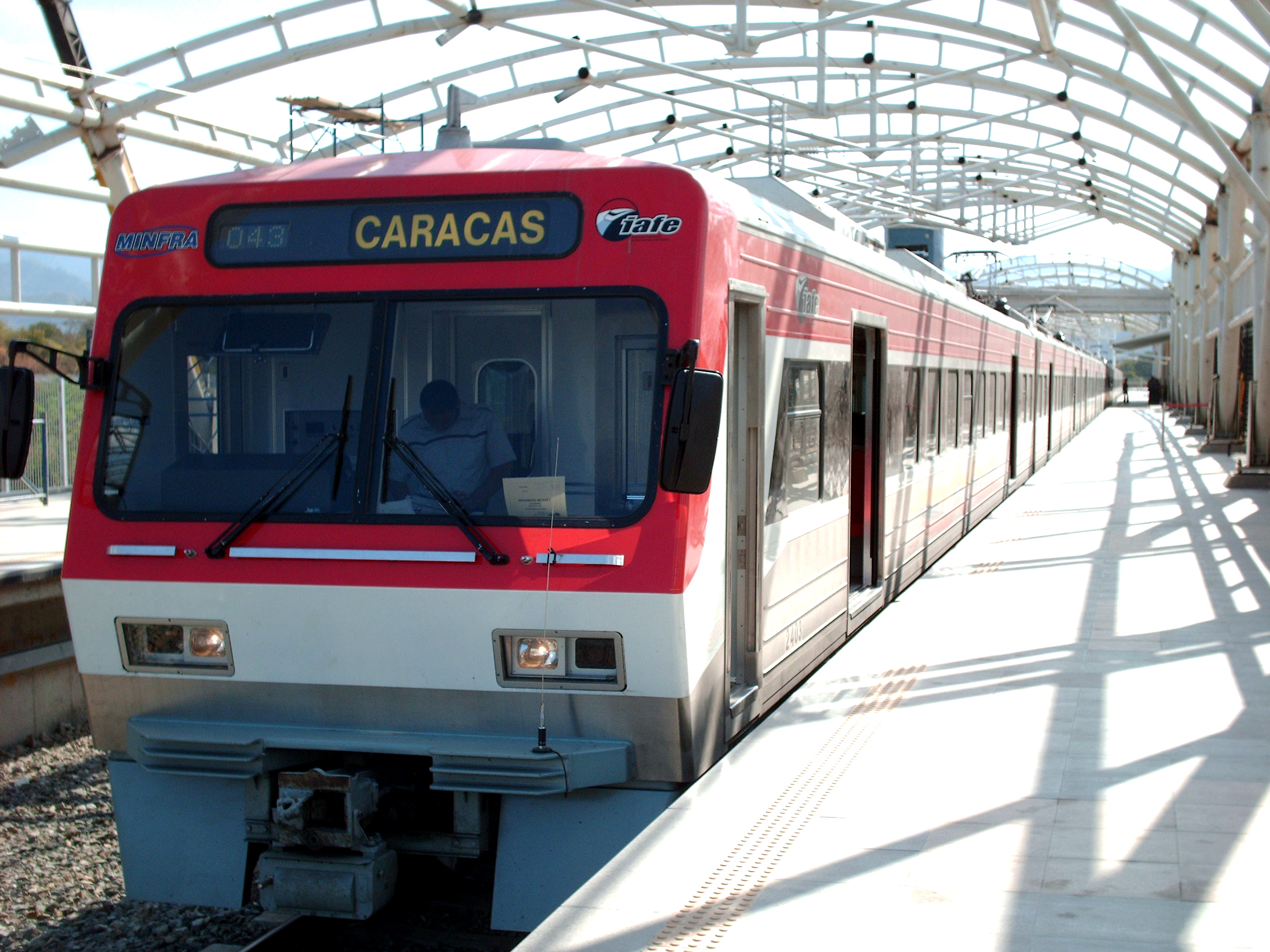
Пассажирский электропоезд на вокзале в Каракасе (февраль 2007)

В 1835 году на территории страны был построен рельсовый путь, связавший медный рудник и городок Ароа с портом Тукакас (грузы по которому перевозили запряженные в телеги лошади).
В 1873 году английская компания "Bolívar Railway Company" получила разрешение на строительство железной дороги, в 1877 году началось строительство первой железной дороги. В 1890-1891 гг. было введено в эксплуатацию 430 км железных дорог, а к 1908 году в стране уже имелось несколько коротких железнодорожных линий, связывавших побережье страны с городами в горах, общая протяжённость которых составляла 734 версты.
В целом, с 1877 до 1927 года было построено около 1000 км железных дорог. Поскольку их строили с целью обеспечить доставку кофе, какао и других экспортных продуктов к морю или внутренним водным путям, они представляли собой короткие (100-200 км) железнодорожные линии, большей частью не связанные между собой и имеющие разную ширину колеи.
Начавшийся в 1929 году всемирный экономический кризис осложнил положение страны и строительство новых железных дорог было прекращено (за исключением построенной в 1942 году ветки длиной 50 км, связавшей железорудные месторождения Серро-Боливар и Эль-Боливар с портами Пуэрто-Ордас и Сан-Фелис, никакого другого железнодорожного строительства в следующие 30 лет в стране не велось).
31 января 1946 года для управления железными дорогами страны была создана государственная железнодорожная компания "Instituto de Ferrocarriles del Estado". В 1956 году общая длина железнодорожной сети составляла 1355 км (из них 200 км - дороги нефтяных и сахарных компаний, но все железные дороги общего пользования принадлежали правительству), линия Каракас - Ла-Гуайра длиной 37 км была электрифицирована и планировалось дальнейшее расширение и развитие железных дорог.
В 1950е годы были разработаны планы по интенсивному строительству железных дорог, но в связи с увеличением количества автомашин в 1960е годы, значение автомобильного транспорта увеличилось, а значение железнодорожного транспорта стало постепенно снижаться. В 1966 году протяжённость железных дорог составляла 800 км, по ним перевозили около 250 тыс. тонн грузов в год; в 1971 году общая протяжённость железных дорог составляла 718,4 км.
К 1989 году были построены две изолированные линии (Каракас — Коро и Акаригуа — Матурин).
К 1993 году протяжённость ж.д. сети составляла 363 км, погонная масса рельсов в пути 49 и 60 кг/м, шпалы железобетонные. Основными перевозимыми грузами в это время являлись сельскохозяйственная продукция и продукция горнорудной промышленности.
В 2004 году протяжённость ж.д. сети составляла 682 км (из них около 250 км являлись частными ж.д. линиями), в локомотивном парке использовались тепловозы.
В 2009 году было подписано соглашение о совместном строительстве железных дорог с China Railway Engineering. Планируется строительство скоростной железнодорожной линии Тинако — Анако протяжённостью 468 км. Дорога пройдёт примерно на расстоянии 140 км от побережья Карибского моря, пересечёт штаты Кохедес, Гуарико, Ансоатеги и Арагуа. На дороге запланировано 10 станций.
В 2014 году протяжённость железных дорог составляла 447 км.

## Современное состояние
Используется колея 1435 мм. В целом, железнодорожный транспорт развит слабо, железнодорожные линии не связаны в единую сеть. Железнодорожной связи с соседними странами Венесуэла не имеет.
В Каракасе действует метрополитен, на 2010 год он имеет 4 линии и 44 станции, протяжённость 52,4 км. Также действуют метрополитены в Валенсии и Маракайбо. 

## Железнодорожные связи со смежными странами
- Колумбия — нет, одинаковая ширина колеи 1435 мм.
- Гайана — нет, одинаковая ширина колеи 1435 мм.
- Бразилия — нет, изменение ширины колеи с 1435 мм, на 1000 мм.